# لورينس أدجي
لورينس أدجي أوكيري (بالإنجليزية: Lawrence Adjei-Okyere)‏ (مواليد 23 مارس 1979 في أكرا) لاعب كرة قدم غاني دولي يجيد اللعب في خط الوسط . يلعب حاليا لصالح نادي بانغوي الأفريقي الوسطي منذ سنة 2008 .

## روابط خارجية
- لورينس أدجي على موقع قاعدة بيانات كرة القدم.إي يو (الإنجليزية)
- لورينس أدجي على موقع بيانات كرة القدم. دي إي (الألمانية)
- لورينس أدجي على موقع ناشيونال فوتبول تيمز (الإنجليزية)
- لورينس أدجي على موقع عالم كرة القدم.نت (الإنجليزية)